# Елементарно (телесеріал)
«Елементарно» (англ. Elementary) — американський детективний телесеріал, заснований на пригодах персонажів книг сера Артура Конан Дойля про Шерлока Холмса, у якому дія відбувається в наші дні. Головні ролі Шерлока Холмса і доктора Джоан Ватсон виконують Джонні Лі Міллер і Люсі Лью. Прем'єра відбулася на телеканалі CBS 27 вересня 2012 року. На 2019 рік вийшов сьомий і останній сезон серіалу.

## Сюжет
Британський детектив Шерлок Холмс — колишній наркоман, який був відправлений до Нью-Йорку на лікування у реабілітаційний центр, а після завершення лікування залишився у Брукліні консультантом нью-йоркської поліції. У розслідуваннях йому допомагає його компаньйонка-спостерігачка докторка Джоан Ватсон, яку найняв батько Шерлока.

## У головних ролях
- Джонні Лі Міллер — Шерлок Холмс[4][5], британський детектив і бджоляр-любитель. У минулому був консультантом Скотленд-Ярда, але через загибель своєї коханої Ірен Адлер став наркоманом. Вилікувавшись від наркоманії, Холмс влаштувався працювати детективом-консультантом поліції Нью-Йорка, визнавши американські злочини більш цікавими, ніж британські. Його батько, якого він терпіти не може, змушує його жити з компаньйонкою-спостерігачем доктором Джоан Ватсон, яка також стає його домогосподаркою, напарницею і близьким другом. За характером Холмс Джонні Лі Міллера в основному відповідає канонічному образу.

- Люсі Лью — Докторка Джоан Ватсон[6][7] (кит.: Юнь Цзин'ї),[8] компаньйонка-спостерігачка і напарниця Холмса. У минулому була хірургинею, але втратила пацієнта, через що її позбавили ліцензії на два місяці. Оскільки ця втрата викликала в неї страх перед хірургією, Джоан стала працювати компаньйонкою-спостерігачкою за колишніми наркоманами, бо її знання в області медицини корисні в цьому. Шерлок Холмс є її черговим клієнтом, хоча плату вона отримує від його батька, який на початку серіалу жодного разу не з'являється особисто. Незважаючи на те, що Шерлок постійно дратує її своєю поведінкою, вона до нього дуже прив'язана і вважає його роботу детектива дуже захоплюючою, тому залишається з ним і після закінчення контракту.

- Айдан Квінн — Капітан Томас Грегсон[9], глава департаменту (відділку) поліції Нью-Йорка. Познайомився з Шерлоком під час розслідування в Лондоні і оцінив його навички детектива, тому без вагань прийняв його на посаду консультанта, коли Холмс з ним зв'язався. Грегсону подобається Шерлок і вони щиро поважають один одного, хоча Грегсон визнає, що характер Холмса часто створює проблеми.

- Джон Майкл Гілл — детектив Маркус Белл, підлеглий Грегсона, з яким Холмс регулярно співпрацює. Імпульсивний і самовпевнений, через що перший час не хоче приймати допомогу Шерлока, але пізніше починає поважати його, хоча часом демонструє і тихе презирство до нього. Фактично, є аналогом інспектора Лестрейда.

### Другорядні персонажі
- Вінні Джонс — Себастьян «М» Моран, найманий вбивця, якого Холмс вважав убивцею Ірен. Вперше з'являється в 12 серії. Холмс брав активну участь у розслідуванні його вбивств, коли він діяв в Лондоні. Після переїзду Холмса з США Моран пішов за ним. Холмс, раптово одержимий жагою помсти, ловить Морана і через тортури дізнається, що насправді вбивцею Ірен був професор Моріарті.
- Ріс Іванс — Майкрофт Холмс

## Розробка і виробництво
2012 року продюсерка «Шерлока» Сью Верту заявила, що CBS звернулася до  Hartswood Films і продюсерам «Шерлока» про можливість створення римейка серіалу для американської аудиторії. Однак BBC категорично відмовилися продавати права на зйомки римейку «Шерлока», і CBS вирішила створити свій власний серіал під назвою «Елементарно».
Верт від особи Hartswood Films сказала, що ідея «Елементарно» «викликає серйозну стурбованість».
Це третій Шерлок Холмс від CBS, де дія екранізації відбувається в сучасній Америці. У 1987 році CBS випустили телефільм «Повернення Шерлока Холмса», що розповідає про Шерлока Холмса, який повернувся до життя з кріогенної заморозки, і нащадка доктора Ватсона — Джейн Ватсон. У 1993 році CBS випустили ще один телефільм з майже ідентичним сюжетом «Шерлок Холмс повертається». Цього разу Ватсона зіграла доктор Емі Вінслоу.
23 липня 2012 в Нью-Йорку почалися зйомки 1 сезону серіалу.

## Список серій
| Сезон | Епізоди | Епізоди | Оригінальний показ | Оригінальний показ |
| Сезон | Епізоди | Епізоди | Перший показ       | Останній показ     |
| ----- | ------- | ------- | ------------------ | ------------------ |
| 1     | 24      | 24      | 27 вересня 2012    | 16 травня 2013     |
| 2     | 24      | 24      | 26 вересня 2013    | 15 травня 2014     |
| 3     | 24      | 24      | 30 жовтня 2014     | 14 травня 2015     |
| 4     | 24      | 24      | 5 листопада 2015   | 8 травня 2016      |
| 5     | 24      | 24      | 2 жовтня 2016      | 21 травня 2017     |
| 6     | 21      | 21      | 30 квітня 2018     | 17 вересня 2018    |
| 7     | 13      | 13      | 23 травня 2019     | 15 серпня 2019     |

## Трансляція в Україні
- 3 23 вересня 2013 року транслювався на телеканалі НТН[15].
- 3 1 листопада 2021 по 23 лютого 2022 року серіал транслювався на телеканалі НЛО TV.
- З 18 квітня по 11 липня 2022 року транслювався та телеканалі Індиго TV.
- З 29 січня 2024 року знову транслюється на телеканалі НТН.